# Odysséas Elýtis

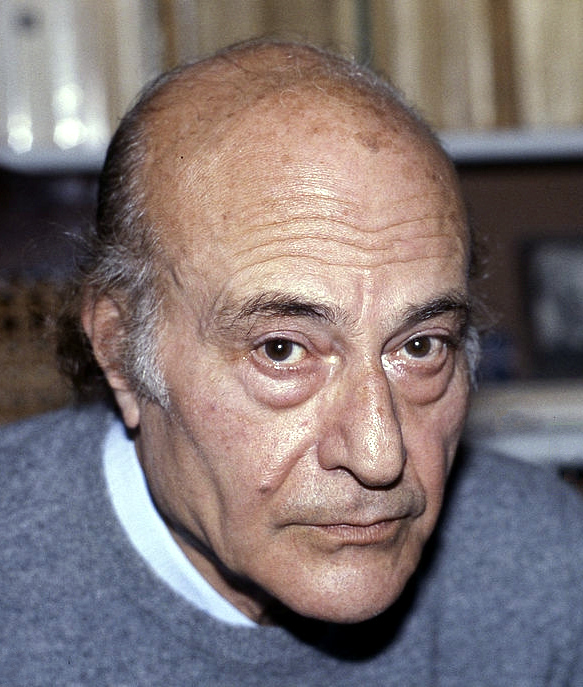
Odysseas Elytis, 1974

Odysséas Elýtis (em grego:  Οδυσσέας Ελύτης, Heraclião, Creta, 2 de novembro de 1911 — Atenas, 18 de março de 1996), foi um poeta grego, distinguido com o Prêmio Nobel de Literatura em 1979.

## Vida
Nascido Odysséas Alepoudhélis (Οδυσσέας Αλεπουδέλης) na ilha de Creta, estudou Direito na Universidade de Atenas mas não se formou. Ele foi o último de seis filhos de Panagiótis Alepudélis e María Vrána, que se mudaram para Atenas quando Odysséas era pequeno. Em 1923, visitou a Itália, Suíça e Alemanha. Assume um nome artístico para evitar associação com uma famosa marca de sabonete, fabricada por seu pai.
Após conhecer a poesia de Paul Éluard, aos 18 anos, abandona o curso de direito para dedicar-se inteiramente à poesia. Elýtis, segundo ele próprio, "procurava no Surrealismo o clima propício a sua 'vitalidade libertária', preservando o mecanismo da construção mítica, mas não as figuras da mitologia.
Seu principal trabalho, escrito durante quatorze anos e publicado em 1959, é Axion Esti, um poema que tenta identificar os elementos vitais nos três mil anos de história e tradição da Grécia e onde imagens  do sol e do mar misturam-se com a liturgia Ortodoxa e os elementos pagãos com o Cristão. Outros trabalhos incluem Ανοιχτά χαρτιά ("Anoichtá chartiá", ou seja, "Papéis abertos"), importante coletânea de ensaios sobre literatura.

## Publicações

### Poesias
- Orientations (Προσανατολισμοί, 1939)
- Sun The First Together With Variations on A Sunbeam (Ηλιος ο πρώτος, παραλλαγές πάνω σε μιαν αχτίδα, 1943)
- An Heroic And Funeral Chant For The Lieutenant Lost In Albania (Άσμα ηρωικό και πένθιμο για τον χαμένο ανθυπολοχαγό της Αλβανίας, 1962)
- To Axion Esti—It Is Worthy (Το Άξιον Εστί, 1959)
- Six Plus One Remorses For The Sky (Έξη και μια τύψεις για τον ουρανό, 1960)
- The Light Tree And The Fourteenth Beauty (Το φωτόδεντρο και η δέκατη τέταρτη ομορφιά, 1972)
- The Sovereign Sun (Ο ήλιος ο ηλιάτορας, 1971)
- The Trills of Love (Τα Ρω του Έρωτα, 1973)
- Villa Natacha [publicado em Thessaloniki pela Tram e dedicado a E Terade 1973]
- The Monogram (Το Μονόγραμμα, 1972)
- Step-Poems (Τα Ετεροθαλή, 1974)
- Signalbook (Σηματολόγιον, 1977)
- Maria Nefeli (Μαρία Νεφέλη, 1978)
- Three Poems under a Flag of Convenience (Τρία ποιήματα με σημαία ευκαιρίας 1982)
- Diary of an Invisible April (Ημερολόγιο ενός αθέατου Απριλίου, 1984)* Krinagoras (Κριναγόρας, 1987)
- The Little Mariner (Ο Μικρός Ναυτίλος, 1988)
- The Elegies of Oxopetra (Τα Ελεγεία της Οξώπετρας, 1991)
- West of Sadness (Δυτικά της λύπης, 1995)
- Eros, Eros, Eros: Selected and Last Poems (Copper Canyon Press, 1998) (traduzido por Olga Broumas)

### Prosa, ensaios
- The True Face and Lyrical Bravery of Andreas Kalvos (Η Αληθινή φυσιογνωμία και η λυρική τόλμη του Ανδρέα Κάλβου, 1942)
- 2x7 e (collection of small essays) (2χ7 ε (συλλογή μικρών δοκιμίων))
- (Offering) My Cards To Sight (Ανοιχτά χαρτιά (συλλογή κειμένων), 1973)
- The Painter Theophilos (Ο ζωγράφος Θεόφιλος, 1973)
- The Magic Of Papadiamantis (Η μαγεία του Παπαδιαμάντη, 1975)
- Reference to Andreas Embeirikos (Αναφορά στον Ανδρέα Εμπειρίκο, 1977)
- Things Public and Private (Τα Δημόσια και τα Ιδιωτικά, 1990)
- Private Way (Ιδιωτική Οδός, 1990)
- Carte Blanche («Εν λευκώ» (συλλογή κειμένων), 1992)
- The Garden with the Illusions (Ο κήπος με τις αυταπάτες, 1995)
- Open Papers: Selected Essays (Copper Canyon Press, 1995) (traduzido por Olga Broumas e T. Begley)

### Livros de arte
- The Room with the Pictures (Το δωμάτιο με τις εικόνες, 1986) – colagens de Odysseas Elytis, texto de Evgenios Aranitsis